# خیار دریایی صخره‌ای قهوه‌ای
خیار دریایی صخره‌ای قهوه‌ای (انگلیسی: Holothuria glaberrima) گونه‌ای از خیار دریایی از سَردهٔ خیار دریایی چرمی (Holothuria) است که در اقیانوس اطلس غربی، دریای کارائیب و خلیج مکزیک زندگی می‌کند.
این گونه در ژرفای صفر تا ۴۲ متری یافت می‌شود.

## تَن‌شناسی
تن خیار دریایی صخره‌ای قهوه‌ای به شکل سیگار است و خوشه‌ای از بیست شاخک در انتهای قدامی اطراف دهان خود دارد که برای انجام تغذیه از آنها استفاده می‌کند.
پوستک این جانور چرمی و محکم است. سطح پشتی صافی دارد و سطح شکمی یا «کف» این خیار دریایی دارای سه ردیف طولی از پاهای لوله‌ای به رنگ قهوه‌ای تیره است. این خیار دریایی به طول ۱۰ تا ۱۵ سانتی‌متر رشد می‌کند. رنگ کلی آن مایل به سیاه، قهوه‌ای تیره یا گهگاه خاکستری است و هیچ‌گونه لکه‌ای ندارد. شاخک‌های آن سیاه هستند.

## پراکنش
خیار دریایی صخره‌ای قهوه‌ای بومی منطقه گرمسیری غرب اقیانوس اطلس، دریای کارائیب و خلیج مکزیک است؛ محدوده آن شامل هند غربی نیز می‌شود. این جاندار در ژرفای صفر تا ۴۲ متری در فلوریدا، مکزیک، هندوراس، نیکاراگوئه، کاستاریکا، پاناما، کلمبیا، ونزوئلا، گویان، سورینام، گویان فرانسه و برزیل یافت می‌شود. این خیار دریایی زیر سنگ‌ها و در مناطقی با حرکت قابل توجه آب زندگی می‌کند.

## پژوهش
خیارهای دریایی صخره‌ای قهوه‌ای قادرند دستگاه گوارشی خود را به‌طور کامل بازسازی کرده و در پی آسیب دیدن، بیشتر قسمت‌های دیگر بدن خود را نیز دوباره برویانند. به همین دلیل و به دلیل نزدیک بودن رابطه خارپوستان با مهره‌داران، از خیار دریایی صخره‌ای قهوه‌ای در تحقیقات خودترمیمی بدن استفاده شده‌است. از خیار دریایی صخره‌ای قهوه‌ای به‌طور گسترده به عنوان یک ارگانیسم مدل برای این منظور بهره گرفته شده و برای تسهیل این مطالعات، ژنوم این جاندار نیز تعیین توالی شده‌است.